# Teodardo di Tongres
Teodardo di Tongres o Teodardo di Maastricht (Spira, 618 circa – Spira, 670 circa) è stato un vescovo franco, venerato come santo e martire dalla Chiesa cattolica.

## Biografia
Figlio di Lamberto I di Hesbaye, Teodardo fu vescovo di Tongres e Maastricht, forse discepolo e successore di Remaclo. Alcuni nobili si impossessarono delle terre della sua chiesa, così decise di rivolgersi a Childerico II per chiedere giustizia. Passando per la foresta di Bienwand, vicino a Spira, fu aggredito da alcuni ladri, che lo uccisero; il suo biografo ci racconta che Teodardo ebbe comunque il tempo di fare un lungo discorso ai suoi assassini, che risposero con una citazione di Orazio.

## Culto
Visto che morì in viaggio per difendere i diritti della Chiesa, fu venerato come un martire, e il suo nipote e successore, il vescovo Lamberto, trasferì i suoi resti nella chiesa di Liegi.

## Ascendenza
|                       |   |                      | Genitori |  |  | Nonni                 |  |  | Bisnonni             |  |
|                       |   |                      |          |  |  | Crodoberto I di Tours |  |  | Cariberto di Hesbaye |  |
|                       |   |                      |          |  |  | Crodoberto I di Tours |  |  | Cariberto di Hesbaye |  |
|                       |   | Wulfgurd             |          |  |  | Crodoberto I di Tours |  |  |                      |  |
| Lamberto I di Hesbaye |   |                      |          |  |  | Crodoberto I di Tours |  |  |                      |  |
|                       |   | Glismonda di Baviera | …        |  |  |                       |  |  |                      |  |
|                       |   | Glismonda di Baviera | …        |  |  |                       |  |  |                      |  |
|                       |   | Glismonda di Baviera | …        |  |  |                       |  |  |                      |  |
| Teodardo di Tongres   |   | Glismonda di Baviera |          |  |  |                       |  |  |                      |  |
|                       | … | …                    |          |  |  |                       |  |  |                      |  |
|                       | … | …                    |          |  |  |                       |  |  |                      |  |
|                       | … | …                    |          |  |  |                       |  |  |                      |  |
| …                     | … |                      |          |  |  |                       |  |  |                      |  |
|                       |   | …                    | …        |  |  |                       |  |  |                      |  |
|                       |   | …                    | …        |  |  |                       |  |  |                      |  |
|                       |   | …                    | …        |  |  |                       |  |  |                      |  |
|                       |   | …                    |          |  |  |                       |  |  |                      |  |